# Pilar (Salvador)
Pilar é um bairro de Salvador, estado da Bahia, situado na Cidade Baixa, entre os bairros do Comércio e Água de Meninos abaixo de Santo Antônio. É um bairro da zona portuária de Salvador, no qual se encontrava antigamente o Cais Dourado (ou Mercado do Ouro).

## História
Enfrentou, ao longo dos séculos, problemas com os deslizamentos de terra. No século XIX foram construídos muitos sobrados, vários dos quais atualmente encontram-se em ruínas.[carece de fontes?]
No bairro há o Plano Inclinado do Pilar, inaugurado em 1897 e eletrificado em 1912, que foi recentemente reinaugurado. Também estão localizadas a Igreja de Nossa Senhora do Pilar, reaberta em abril de 2012 após 17 anos de fechada devido a riscos de desabamento, e o espaço cultural Trapiche Barnabé.
Neste bairro que é banhado pelas águas da Baía de Todos os Santos, base da falha geológica de Salvador, nasceu o poeta Arthur de Salles, autor de "Poesias", "Sangue Mau" e da única tradução em versos de Macbeth, de William Shakespeare. Seu poema mais famoso, porém, é o Hino ao Senhor do Bonfim, cantado por todos os baianos nas épocas das festas e procissões religiosas.
Com elementos arquitetônicos do barroco, rococó e neoclássico, o complexo arquitetônico do bairro datado do século XVII foi tombado em 1938 como Monumento Nacional pelo Instituto do Patrimônio Histórico e Artístico Nacional (IPHAN).
O nome do bairro remete à Igreja do Pilar, a qual foi feita no século XVIII por espanhóis de Salvador, cujos país tem a Nossa Senhora do Pilar como a padroeira.